# Agila Ier
 (septembre 2016).
Si vous disposez d'ouvrages ou d'articles de référence ou si vous connaissez des sites web de qualité traitant du thème abordé ici, merci de compléter l'article en donnant les références utiles à sa vérifiabilité et en les liant à la section « Notes et références ».
Agila Ier (en espagnol Agila ou Agila I) est le roi wisigoth d'Hispanie et de Septimanie de 549 à 555.

## Biographie
En 549, Agila est élevé sur le trône par les chefs de la conspiration à laquelle le roi Theudigisel venait de succomber après 18 mois de règne.
Dès le début de son règne, il doit lutter contre les hispano-romains de la péninsule Ibérique, notamment ceux de la Bétique, une région fortement romanisée et attachée au christianisme nicéen, donc très hostile aux Wisigoths ariens. Selon l'historien espagnol Rafael Altamira, le roi Agila « fit la guerre aux habitants de la Bétique. Ceux-ci se préservaient de la dépendance des Wisigoths sous la direction des nobles hispano-romains qui, depuis le temps de Majorien et plus encore depuis la disparition de l'empire d'Occident, maintenaient la tradition du gouvernement impérial ».
Parallèlement, l'un de ses rivaux pour le trône, un noble nommé Athanagilde, n'hésite pas à demander l'aide de l'empereur byzantin Justinien qui envoie des troupes dans le sud de l'Hispanie pour appuyer sa révolte. En 551, les armées byzantines s'emparent de l'actuelle Andalousie avec le soutien des populations locales, principalement de souche hispano-romaine et grecque.
À cette époque, dans la péninsule, les Wisigoths n'avaient pas encore conquis le cœur de leurs prétendus sujets qui restaient fidèles à la Rome impériale. Agila, fervent arien, se montra hostile aux chrétiens nicéens qui formaient la masse de la population espagnole. Son attitude favorisa l'émergence d'Athanagilde, lui aussi de confession arienne mais probablement plus tolérant vis-à-vis des chrétiens non-ariens.
Agila décide d'attaquer la capitale de la Bétique, Cordoue (Corduba) ; lors du siège de la ville, il pille la basilique située hors de cette ville et, selon Isidore de Séville, profane le sépulcre de Saint Aciscle et l'église en y décapitant les prisonniers pour la souiller de sang, et en la transformant en étable pour les chevaux. Cette impiété porte au comble la fureur des habitants de Cordoue qui décident de faire une sortie, et qui réussissent à se rendre maîtres du camp wisigoth : dans la cohue, Agila perd son fils, la plus grande partie de son armée, ses trésors et ses bagages. Peu de temps après il est défait dans la région de Séville (Hispalis) ; replié à Mérida (Emerita Augusta), il y est assassiné par ses propres soldats en mars 555. Le trône revient alors à son rival Athanagilde. Isidore de Séville nous dit que les guerriers wisigoths « tuèrent Agila à Mérida et donnèrent le royaume à Athanagilde » car, « les Goths voyaient qu'ils provoquaient eux-mêmes leur propre perte et craignaient surtout que, sous le prétexte de venir au secours d'Athanagilde, les soldats (romains) les envahissent ».
Selon la chronique des rois wisigoths (Chronica regum Visigotthorum), Agila régna 5 ans, 6 mois et 13 jours.

#### Sources anciennes
- Isidore de Séville, Histoire des Goths, (45–47)
- Jordanès, Histoire des Goths, (lire en ligne)

#### Sources modernes
- Roger Collins, Visigothic Spain, 409–711, Oxford: Blackwell Publishing, 2004.
- Edward A. Thompson, The Goths in Spain, Oxford: Clarendon Press, 1969.